# 爱德华多·贡萨尔维斯·德·奥利维拉
愛德華多·貢薩爾維斯·德·奧利維拉（葡萄牙語：Eduardo Gonçalves de Oliveira），常被稱為「埃杜」，是巴西的一位足球運動員。在場上司職前鋒。曾效力于中国足球甲级联赛球隊河北华夏幸福。
2013年2月28日，中国足球超级联赛球隊辽宁宏运宣布从德甲球队沙尔克04签入埃杜。埃杜效力于辽宁队期间被称为“北埃神”，广州恒大球员埃尔克森也被相应地称作“南埃神”。

## 外部連結
- 官方网站 （德文）